# 宋瑋莉
宋瑋莉（1957年7月29日—），中華民國政治人物，中國國民黨籍，基隆市人，現任基隆市議員，曾任基隆市議會議長。

## 生平
2012年補選上基隆市議會副議長，2014年當選基隆市議會議長。2020年獲得中國國民黨提名參選基隆市選舉區立法委員，最終敗給時任立委蔡適應。

## 家庭
公公林文龍連任八屆基隆市議員，有議會長青樹稱號；丈夫林家輝繼承父志，接棒為地方服務連任兩屆，後由妻子宋瑋莉代夫出征連任五屆，林家在基隆市議會十五屆從未間斷。

## 爭議

### P圖爭議
2024年10月，宋瑋莉於臉書分享一張照片，網友質疑這是P圖，並以此圖再合成新圖。宋瑋莉後承認那是P圖，並稱再轉發就可能提告。

## 選舉紀錄
| 年度 | 選舉屆數               | 選舉區               | 所屬政黨   | 得票數 | 得票率 | 當選標記 | 備註 |
| ---- | ---------------------- | -------------------- | ---------- | ------ | ------ | -------- | ---- |
| 2002 | 第十五屆基隆市議員選舉 | 基隆市第四選舉區     | 中國國民黨 | 2,402  | 12.78% |          |      |
| 2005 | 第十六屆基隆市議員選舉 | 基隆市第四選舉區     | 中國國民黨 | 4,356  | 17.05% |          |      |
| 2009 | 第十七屆基隆市議員選舉 | 基隆市第四選舉區     | 中國國民黨 | 1,234  | 5.52%  | 婦女保障 |      |
| 2014 | 第十八屆基隆市議員選舉 | 基隆市第四選舉區     | 中國國民黨 | 3,479  | 13.70% |          |      |
| 2018 | 第十九屆基隆市議員選舉 | 基隆市第四選舉區     | 中國國民黨 | 5,069  | 20.29% |          |      |
| 2020 | 第十屆立法委員選舉     | 基隆市立法委員選舉區 | 中國國民黨 | 83,689 | 38.03% |          |      |
| 2022 | 第二十屆基隆市議員選舉 | 基隆市第四選舉區     | 中國國民黨 | 5,058  | 21.43% |          |      |

## 外部連結
- 議長專欄 - 基隆市議會
- 宋瑋莉的Facebook專頁